# Francisco Torá
Francisco Torá Margalef, född 29 oktober 1932 i Ginestar, Spanien, död 2 september 2002, var en spansk serietecknare. I Sverige är han mest känd för sina Bamse-serier, som han tecknade från 1976 fram till sin död 2002, med vissa avbrott.

## Biografi

### Uppväxt och utbildning
Franscisco Torá växte upp i den lilla byn Ginestar, cirka 80 kilometer från Barcelona. Fadern var gjutare och under spanska inbördeskriget arbetade han i Barcelona, och hela familjen flyttade dit 1940. Redan från tidig ålder ritade Torá mycket. Han fick dock inte så mycket uppmuntran med undantag av från fadern.
Denne dog 1944, vilket ledde till att Torá tvingades sluta skolan och börja arbeta för att försörja familjen. En tid arbetade han på ett papperslager. Han försökte få sitt genombrott som tecknare med en figur vid namn Chesco, men förlagen han kontaktade nappade inte riktigt på idén.
Drömmen levde dock kvar och när Torá var 20 år började han (vid sidan av arbetet) studera illustration vid Escola de Bells Arts de Barcelona (driven av Reial Acadèmia Catalana de Belles Arts de Sant Jordi). Några år senare utexaminerades han och 1960 fick han anställning på förlaget Bruguera. Där fick han teckna bland annat Flink och Fummel (Mortadelo y Filemón på spanska). På fritiden tecknade han under åtta års tid den egna serien La chistera de Torá, för sporttidningen Dicens räkning.
1970 bytte han arbetsplats till ett tecknarföretag som några vänner till honom startat. En av orsakerna till bytet av arbetsplats var att lönen på Bruguera var låg, och Torá hoppades att det nya arbetet skulle bringa in större inkomster. Det var genom detta nya arbete som Torá kom i kontakt med Rune Andréasson och Bamse.

### Bakgrunden till behovet av ny Bamse-tecknare
Sedan starten av tidningen Bamse 1973 hade Rune Andréasson tecknat alla sidor i tidningen själv. Detta i kombination med att han samtidigt arbetade på animerade filmer åt Sveriges Television med Bamse och hans vänner gjorde att Andréasson hade svårt att hinna med. När det gällde serietecknandet och den animerade filmen så var det faktiskt så att den animerade filmen var det som intresserade Andréasson mest, och därför sökte han efter en ersättare som skulle kunna teckna Bamse-tidningen åt honom. Detta var inte något alldeles enkelt; Rune Andréasson hade vissa krav på den ersättare som skulle få tillåtelse att teckna serien åt honom.
Initialt letade Andréasson efter en tecknare i Sverige. Man annonserade i svenska dagstidningar, till exempel Helsingborgs Dagblad. Detta sökande ledde dock inte till att man fick fram någon lämplig tecknare. Andréasson uttryckte sig i en intervju så här angående rädslan för att Bamse-figurerna skulle mista sina personligheter vid ett tecknarbyte: "De är ju på sätt och vis mina barn. Jag vill inte att de ska råka på villovägar genom att presenteras felaktigt."
Williams Förlag, som då stod för tryckningen av tidningen, kom dock till räddning. Seved Söderström hade vissa kontakter med den tecknarstudio i Barcelona där Torá arbetade. Andréasson begav sig Barcelona för att visa upp sin serie och förklara hur de olika figurerna skulle tecknas. 
Efter att ha återvänt till Sverige fick Rune Andréasson brev från flera av de olika tecknarna i Barcelona med arbetsprover. Han var inte helt nöjd men den som han ansåg ha mest potential var den då 42-årige Torá.
Francisco Torá fick sedan komma på en resa till Viken där Rune Andréasson bodde, där han fick träna sig på att rita Bamse. Torá var inte den duktigaste tecknare Andréasson hade träffat, men Torás lite "kantiga" stil föll honom i smaken; han tyckte att den skulle passa Bamse. Andréassons barn gillade dessutom Torás teckningar vilket kan ha spelat en avgörande roll i att acceptera Torá som en lämplig Bamse-tecknare.

### Francisco Torá som Bamse-tecknare

#### De första åren
Francisco Torás första Bamse-serie blev serien "Den stora skidtävlingen" i Bamse nr 1 1976. I samma nummer tecknade även Andréasson själv två serier, men från och med nr 2 1976 tecknade Torá ensam serien. Omslagen till tidningarna fortsatte dock Andréasson att göra själv, liksom pysselsidor och "sida 3" i tidningen (som sedermera utvecklades till en mer eller mindre renodlad "feedback"-sida där läsarnas egna åsikter om tidningen fick föras fram, barn som önskade få brevvänner, etc.).
Torá tecknade serien ensam fram till 1983 då Bo Michanek kom in och började teckna en del av avsnitten.

#### Språkförbistring
Torá och Andréasson hade olika modersmål, vilket ibland skapade svårigheter. På Andréassons initiativ så sökte Torá upp någon som kunde översätta från svenska till spanska och vice versa. Lösningen blev Berit Sandberg, en svenska som var bosatt i Barcelona och gift med en spanjor. När Andréasson behövde få någonting snabbt översatt till Torá så ringde han därefter upp henne och förklarade vad han ville ha sagt, varpå Sandberg ringde Torá och förklarade det för honom på spanska. Hon fungerade även som tolk vid de tillfällen som Andréasson och Torá träffades. (Dessa möten skedde f.ö. alltid i Barcelona.)

#### Frilansare
Initialt så arbetade Torá på tecknarstudion som hans vänner hade startat. På grund av att Andréasson hade trott att han skulle behöva ytterligare tecknare (och därmed att Torá kanske inte skulle behöva jobba heltid med att teckna Bamse), gav studion Torá andra uppdrag också, vilket ledde till att arbetsbördan blev för stor. Slutligen så sade Torá, på Andréassons uppmaning, upp sig från sin arbetsgivare och började istället arbeta som frilansare direkt åt Andréasson. En orsak som också bidrog till detta beslut var att Torá hade fått veta att studion behöll hela 60% (!) av pengarna från Sverige. När Torá istället började jobba på frilansbasis fick han alltså behålla en betydligt större andel av pengarna själv.

#### Tiden efter Andréasson fram till Torás egen död
Andréasson slutade att skriva Bamse-manus år 1990, men Torá fortsatte att teckna Bamse under de nya manusförfattarna. Under årens lopp kom det även in andra tecknare av serien, exempelvis den tidigare nämnda Michanek samt Tony Cronstam och Thomas Holm. Torá tyckte mycket om Michaneks stil, samtidigt som han även uppskattade Cronstams och Holms alster. Han var dock en aning tudelad i sin inställning till nya Bamse-tecknare. De facto innebar ju introduceringen av dem att Torás arbete för Bamse minskade, vilket störde honom. Torá hade också svagheter som tecknare, exempelvis perspektivtecknande, vilket han själv inte heller förnekade. En av hans styrkor var dock att han var mycket snabb, och det var inte ovanligt att han fick "rycka in" och rädda en tidning när någon av de andra tecknarna helt enkelt inte hann med att producera serien i tillräckligt hög takt för att hinna med innan pressläggningen.
Torá använde ofta uttrycket att han var "gift med Bamse". Han kände en stolthet över privilegiet att få teckna Bamse, men samtidigt kändes det sorgligt att serien inte gavs ut i Spanien, hans hemland. Det betydde alltså att ingen av hans kollegor i tecknarbranschen kände till den serie han lade ner så mycket tid på, och han blev därför på sätt och vis en "anonym" tecknare även i sin egen hemstad. Bamse betydde dock mycket för honom, och Rune Andréasson kom att bli en av hans allra närmaste vänner. Det berättas att när Andréasson dog 1999 blev Torá så tagen att han inte kunde arbeta på över en vecka. Sonen Oscar berättar om att pappan kunde kasta pennan i väggen och ropa "Varför?"
Ända till slutet så fortsatte Torás tecknande av Bamse. Även när han blev sjuk och lades in på sjukhus så bad han sin fru Antonia om pennor och papper. När sjukhuspersonalen såg figurerna tyckte de att de var fina och frågade Torá om de var hans egna. Svaret blev: "Nästan, nästan, men nej. De är skapade av den bästa vän jag haft."
Francisco Torá avled 69 år gammal 2002 och den sista episod han tecknade var "Vicki Vargs tokiga dag" – publicerad i Bamse nr 9 2003. Totalt arbetade han med Bamse i över 25 år, vilket borde innebära att han är en av Sveriges mest lästa serietecknare.
En kort tid innan han dog sa han så här om Bamse och sitt tecknande:
| ”                | I varje Bamse-serie jag tecknar lämnar jag en bit av mig själv. Detta av två anledningar; ett: Jag vill att Rune ska vara nöjd, var han än är någonstans, och två: Bamse är den enda figur som gjort mig lycklig i mitt yrkesliv." | „ |
| – Francisco Torá | |   |

## Utmärkelser
- 1999 – nominerad till norska Sproing-priset i kategorin årets bästa översatta serie (utgivningsåret 1998) tillsammans med Sören Axén för "Handsken är kastad"[4]